# Екотел
«Екотел» — бренд МТС, заснований в 2007 році.

## Історія
- 2007 — UMC створює бренд «Екотел»
- 2007 — змінено юридичну назву ЗАТ «Український мобільний зв'язок» на ПрАТ «МТС Україна»
- 2009 — злиття з основним брендом МТС